# داركو بودول
داركو بودول (11 يناير 1989 بسراييفو في البوسنة والهرسك - ) هو لاعب كرة قدم كرواتي في مركز الهجوم. شارك مع منتخب كرواتيا تحت 19 سنة لكرة القدم ومنتخب كرواتيا تحت 21 سنة لكرة القدم. أما مع النوادي، فقد لعب مع أياكس أمستردام ودندي يونايتد وسبارتا روتردام وشتورم غراتس ونادي أودنسه ونادي رايندورف آلتاخ وناسيونال ماديرا.

## وصلات خارجية
- داركو بودول على موقع الاتحاد الأوربي (الإنجليزية)
- داركو بودول على موقع اتحاد كرواتيا (الكرواتية)
- داركو بودول على موقع اتحاد تركيا (لاعب) (الإنجليزية)
- داركو بودول على موقع قاعدة بيانات كرة القدم.إي يو (الإنجليزية)
- داركو بودول على موقع بيانات كرة القدم. دي إي (الألمانية)
- داركو بودول على موقع Soccerway.com (الإنجليزية)
- داركو بودول على موقع عالم كرة القدم.نت (الإنجليزية)